# Raymond Belmont
Pour les articles homonymes, voir Belmont.
 (janvier 2025).
Raymond Belmont (Alias « Commandant Martin »), est un ingénieur et résistant français né le 10 février 1918 à Pointe-à-Pitre (Guadeloupe) et mort le 29 septembre 1952 dans le 13e arrondissement de Paris.

## Biographie
Raymond Belmont est né le 10 février 1918 à Pointe-à-Pitre en Guadeloupe. Brillant élève, il rejoint la métropole et fréquente l'École nationale supérieure des mines de Saint-Étienne et l'École nationale supérieure d'Aéronautique de Paris. Durant ses études, il passe ses vacances chez sa sœur réfugiée à Saint-Hilaire-le-Château en  Creuse.
Il est mobilisé en 1939, en tant qu'aspirant, puis sous-lieutenant au 3e régiment d'artillerie coloniale. Après de durs combats, il est fait prisonnier en mai 1940. Captif durant 18 mois, il s'évade après trois tentatives infructueuses.
Rendu à la vie civile, en 1941, il reprend ses études à Lyon, Saint-Étienne puis à Paris. Durant ses années d'études, il adhère à différents groupes de résistance d'inspiration communiste ou autres. Avant de quitter la capitale, en 1944, il fait partie d'un groupe d'instruction militaire dans les grandes écoles.
Il se réfugie en Creuse, qu'il connait, sous le prétexte de poursuivre ses études sur la résistance (sic) des matériaux lors d'un projet aéronautique pour l'obtention de son diplôme.
Il devient, le 4 mai 1944, chef militaire départemental des  FTP sous le pseudonyme de "Martin". Il est arrêté le 20 mai 1944 devant la gare de Guéret, en compagnie de plusieurs responsables FTP, dont Marc Parrotin (lycéen, responsable des jeunes FTP) et Lacombe (responsable politique aux FTP). Interrogé à Limoges par le 2e bureau de la Milice, dirigé par Jean Filliol, il est libéré le 21 juin 1944 grâce au courage de ses camarades, torturés afin de leur faire avouer un lien avec Raymond Belmont, qu'ils n'ont jamais reconnu, et faute de preuves. Il reprend immédiatement ses activités.
Nanti de son expérience d'officier et de combattant clandestin, il organise, mi-juillet, ses unités pour faire face à l'action de la brigade Jesser, sur le sud de la Creuse. Grâce à l'application de la tactique de la goutte de mercure, l'essentiel des effectifs est préservé. Il participe ensuite à toutes les actions de guérilla jusqu'au départ des nazis. Il est intégré à l'État-major départemental des FFI de la Creuse, qui prend définitivement forme le 10 août 1944 au cours d'une réunion d'unification qui se tient à Vieilleville, siège d'une gare située sur la ligne Limoges/Montluçon. Il prend le grade de commandant et devient le second du lieutenant-colonel Albert Fossey-François, Chef départemental FFI.
Le département étant officiellement libéré le 25 août 1944, il participe à la formation de la 2e brigade de la 12e région militaire, qui regroupe l'essentiel des effectifs des anciens FFI de la Creuse. Il commande ensuite un bataillon du 13e régiment d'infanterie sur le front de l'ouest et participe à la prise de La Rochelle. Il siège au sein du CDL (Comité départemental de libération) de la Creuse au titre des FFI jusqu'en septembre 1944.
Rendu à la vie civile, il reprend ses études. Muni de son diplôme, en septembre 1945, il entre à la Snecma (Société Nationale d'Étude et de Construction de Moteurs d'Aviation) où il devient chef de service d'organisation du travail et de la main d’œuvre. En 1947, il démissionne, refusant d'organiser la chaîne de réparation des réacteurs des avions qui combattaient au Viêt Nam.
En 1952, il crée une entreprise de mécanique de précision en région parisienne.
Il soutient, durant l'immédiat après guerre, les candidats du PCF aux différentes élections. Il décède en 1952. Il est inhumé au cimetière de Saint-Hilaire-le-Château où reposent aujourd'hui plusieurs de ses camarades de combat comme Albert Coucaud ou Jean Dumet.

## Décorations
- Légion d'honneur
- Médaille de la Résistance
- Croix de guerre 1939-1945 (4 citations)

### Personnalités
- Roger Cerclier alias "Jean-Pierre" (Chef départemental de la Creuse des MUR. Président du  CDL en 1944)
- Jacques Robert-Rewez alias "Molécule"(Chef de la mission interallié  "Bergamotte")
- Albert Fossey alias "François" (Chef départemental des  FFI de la Creuse)

### Évènements
- Massacre du bois du Thouraud
- Massacre de Combeauvert
- Libération de Guéret

### Articles liés au contexte
- Histoire du PCF
- Francs-tireurs et partisans
- Brigade Jesser
- Division Das Reich

## Sources
- Marc Parrotin Le temps du maquis Verso 1981[source insuffisante]
- Journal L'Embuscade Hebdomadaire des FFI de la Creuse (AD Creuse 9BIB91)[source insuffisante]